# Moritz Brückner (Landrat)
Ernst Moritz Karl Brückner (* 7. Januar 1807 in Volkenroda; † 22. Juni 1887 in Gotha) war ein deutscher Verwaltungsjurist und Parlamentarier.

## Leben
Nach dem Besuch des Gymnasiums in Gotha studierte Ernst Moritz Karl Brückner an der Universität Jena und der Georg-August-Universität Göttingen Rechtswissenschaft. 1822 wurde er Mitglied des Corps Thuringia Jena. Nach dem Studium bestand er 1825 die Prüfung für den Staatsdienst im Herzogtum Sachsen-Coburg und Gotha und wurde Accessist im Amt Georgenthal. 1826 wechselte er als Accessist zum  Oberkonsistorium in Gotha. 1829 wurde er dort Registrator. Daneben war er anwaltlich tätig. Beim Patrimonialgericht Wangenheim war er Aktuar und später Gerichtshalter. 1834 wurde er zweiter Rat und Konsistorialassessor bei der fürstlichen Kanzlei der Fürsten von Hohenlohe-Kirchberg und -Langenburg in Ohrdruf. 1838 wurde er zum Hof- und Konsistorialrat ernannt. 1848 verhinderte er in Ohrdruf durch diplomatisch geschickte Verhandlung eine drohende Revolte. 1848 wurde er in den provisorischen und anschließend in den endgültigen Landtag des Herzogtums Gotha gewählt, nachdem er schon zuvor Vertreter des Fürsten von Hohenlohe im alten ständischen Deputationstag gewesen war. Unter seiner Leitung als Landtagspräsident wurde das Staatsgesetz von 1849 verabschiedet. Nach dem Übergang der Hohenlohischen Gerichtsbarkeit auf den gothaischen Staat wurde er Justizamtmann des Amtes Ohrdruf, 1852 Oberbeamter des Amtes Georgenthal und 1858 nach der Trennung von Justiz und Verwaltung Landrat des Landratsamtsbezirks Ohrdruf. 1875 trat er nach fünfzig Jahren Staatsdienst in den Ruhestand ein.
Der Reichsgerichtsrat Hermann Brückner war sein Sohn.

## Auszeichnungen
- Ehrenbürger von Ohrdruf

## Schriften
- De usucapione pro herede, 1823
- De Juris protimiseos et Juris retractus diversa natura, diversis causis et effectibus, 1824
- Handbuch des Herzoglich-Sachsen-Gothaischen Privatrechts, 1830
- Wörterbuch der Landesgesetze des Herzogthums Gotha, Auflage 1862, 2. Auflage 1867
- Handbuch der deutschen Reichsgesetze von 1867–1883, 1883